# Sesamia
Sesamia is een geslacht van vlinders van de familie Uilen (Noctuidae).

## Soorten
- S. albicolor Janse, 1939
- S. albicostata Lower, 1905
- S. albivena Hampson, 1902
- S. ammopoecilma Krüger, 2005
- S. arfaki Bethune-Baker, 1910
- S. atlantica Boursin, 1944
- S. bombiformis Wallengren, 1860
- S. botanephaga Tams & Bowden, 1953
- S. calamistis Hampson, 1910
- S. celebensis Roepke, 1938
- S. coniata Hampson, 1902
- S. coniota Hampson, 1902
- S. cretica Lederer, 1857
- S. creticoides Strand, 1920
- S. epunctifera Hampson, 1902
- S. excelsa Laporte, 1976
- S. funebris Krüger, 2005
- S. fuscifrontia Hampson, 1914
- S. geyri (Strand, 1915)
- S. griselda Warren, 1913
- S. grisescens Warren, 1911
- S. hemisparacta Wileman & West, 1929
- S. hirayamae Matsumura, 1929
- S. incerta (Walker, 1856)
- S. inferens (Walker, 1856)
- S. jansei Tams & Bowden, 1953
- S. kosempoana Strand, 1920
- S. madagascariensis Saalmüller, 1891
- S. mediostriga Krüger, 2005
- S. melianoides Rothschild, 1916
- S. mesosticha Fletcher D. S., 1961
- S. monodi Rungs, 1963

- S. nigritarsis Hampson, 1914
- S. nonagrioides Lefebvre, 1827
- S. oriaula Tams & Bowden, 1953
- S. penniseti Tams & Bowden, 1953
- S. plagiographa Fletcher D. S., 1961
- S. poebora Tams & Bowden, 1953
- S. poephaga Tams & Bowden, 1953
- S. punctipennis Krüger, 2005
- S. roseoflammata Pinhey, 1956
- S. royi Laporte, 1973
- S. rubritincta Hampson, 1902
- S. rufescens Hampson, 1910
- S. rungsi Boursin, 1957
- S. sabulosa Hampson, 1910
- S. sciagrapha Fletcher D. S., 1961
- S. simplaria Rungs, 1954
- S. sokutsuana Strand, 1920
- S. steniptera Hampson, 1914
- S. stictica Berio, 1976
- S. sylvata Janse, 1939
- S. taenioleuca (Wallengren, 1863)
- S. tosta Snellen, 1872
- S. uniformis Dudgeon
- S. viettei Rungs, 1954
- S. wiltshirei Rungs, 1963